# 学校法人佐野日本大学学園
佐野日本大学学園（さのにほんだいがくがくえん）は、栃木県佐野市石塚町2555番地にある学校法人。短期大学1校、高等学校1校、中等教育学校1校を設置・運営している。理事長は浦田奨。各設置校は学校法人日本大学と付属校提携をしている（準付属）。

## 概要
地元小学生向けの天体観測の実施や、地域への保有施設の開放、保護者や地域向けのベテラン教諭（県立高校を定年退職した嘱託教諭・特任教諭が多い）による教育講演会の実施など、地元に根ざした学園作りを目指している。
創立40周年時には、佐野短期大学学長の谷島一嘉の東京大学医学部時代からの友人である解剖医学者の養老孟司を招いて、プラザ40で『脳 (NO) といえない日本人』と題した講演会を希望生徒や保護者向けに行った。
2010年4月、佐野日本大学中学校を廃止し、6年制の佐野日本大学中等教育学校へ移行した。

## 沿革
- 1964年5月 - 学校法人佐野学園設立。佐野日本大学高等学校開校。
- 1985年12月 - 佐野市より短期大学設置について要請。
- 1987年4月 - 法人名称を佐野日本大学学園に変更。
- 1987年12月 - 佐野市議会において短大誘致の議決。
- 1988年4月 - 佐野日本大学中学校開校。
- 1989年12月 - 文部省より短期大学の設置認可
- 1990年4月 - 佐野女子短期大学開学。
- 1996年4月 - 佐野女子短期大学、男子学生を受け入れ佐野国際情報短期大学と改称。
- 2002年4月 - 佐野国際情報短期大学、佐野短期大学と改称。
- 2007年10月6日 - 佐野日本大学中等教育学校（仮称）の開設を発表。
- 2010年4月佐野日本大学中学校を廃止し、佐野日本大学中等教育学校へ移行。
- 2017年4月 - 佐野短期大学、佐野日本大学短期大学と改称[1]。

## 設置教育機関
- 短期大学
  - 佐野日本大学短期大学（日本大学準付属校）[1]
- 高等学校
  - 佐野日本大学高等学校 （日本大学準付属校）
- 中等教育学校
  - 佐野日本大学中等教育学校 （日本大学準付属校）

## 関連法人
- 社会福祉法人桜和会（おうわかい）

## 施設
- スタジアム30（野球場、屋内練習場、内野守備練習場、陸上競技場）
- プラザ40（講堂兼総合体育館、屋内温水プール、メインアリーナ、サブアリーナ、同窓会館）